# 바그다드 함락 (1534년)
바그다드 함락(-陷落)은 1534년, 오스만 제국의 쉴레이만 대제가 사파비 제국 영내의 바그다드를 공격하여 함락한 사건을 일컫는 말이다. 이 사건은 1532년부터 1555년까지 이어진 오스만-사파비 전쟁의 일부였다. 오스만군은 거의 저항 없이 바그다드에 무혈 입성하였는데, 사파비군이 도시를 버리고 도망쳤기 때문이었다. 오스만 제국은 바그다드를 점령함으로써 티그리스강과 유프라테스강 유역의 패자가 되었으며, 이 지역에서 이루어지는 무역을 통제하게 되었다. 오스만은 이후 1546년에 이 지역의 또 다른 요충지인 바스라를 함락하여 메소포타미아 지역에 대한 지배권을 굳히고 페르시아만 지역의 교역로를 확보하게 된다. 이어지는 수십 년 간 오스만 세력은 메소포타미아 지역의 지배력을 강화해 갔으며, 17세기 초의 20년 간 잠시 사파비 제국에 수세로 몰려 한때 바그다드를 빼앗기고 물러나기도 하였으나 그 다음 20년 간 페르시아에 대한 최종적인 승리를 굳힌 후에는 보다 확실하게 이 지역을 제국에 편입하였다. 이후, 오스만 세력은 제1차 세계대전 시기까지 약 300년 간 메소포타미아를 지배하게 된다.

## 같이 보기
- 바그다드 함락 (1638년)